# Ива мирзинолистная
И́ва мирзиноли́стная (лат. Sálix myrsinifólia)— вид крупных кустарников рода Ива (Salix) семейства Ивовые (Salicaceae). Листопадные древесные растения, широко распространённые в лесной зоне Евразии. Встречается также как Ива черне́ющая по устаревшему синонимичному названию лат. Salix nigricans.

## Ботаническое описание

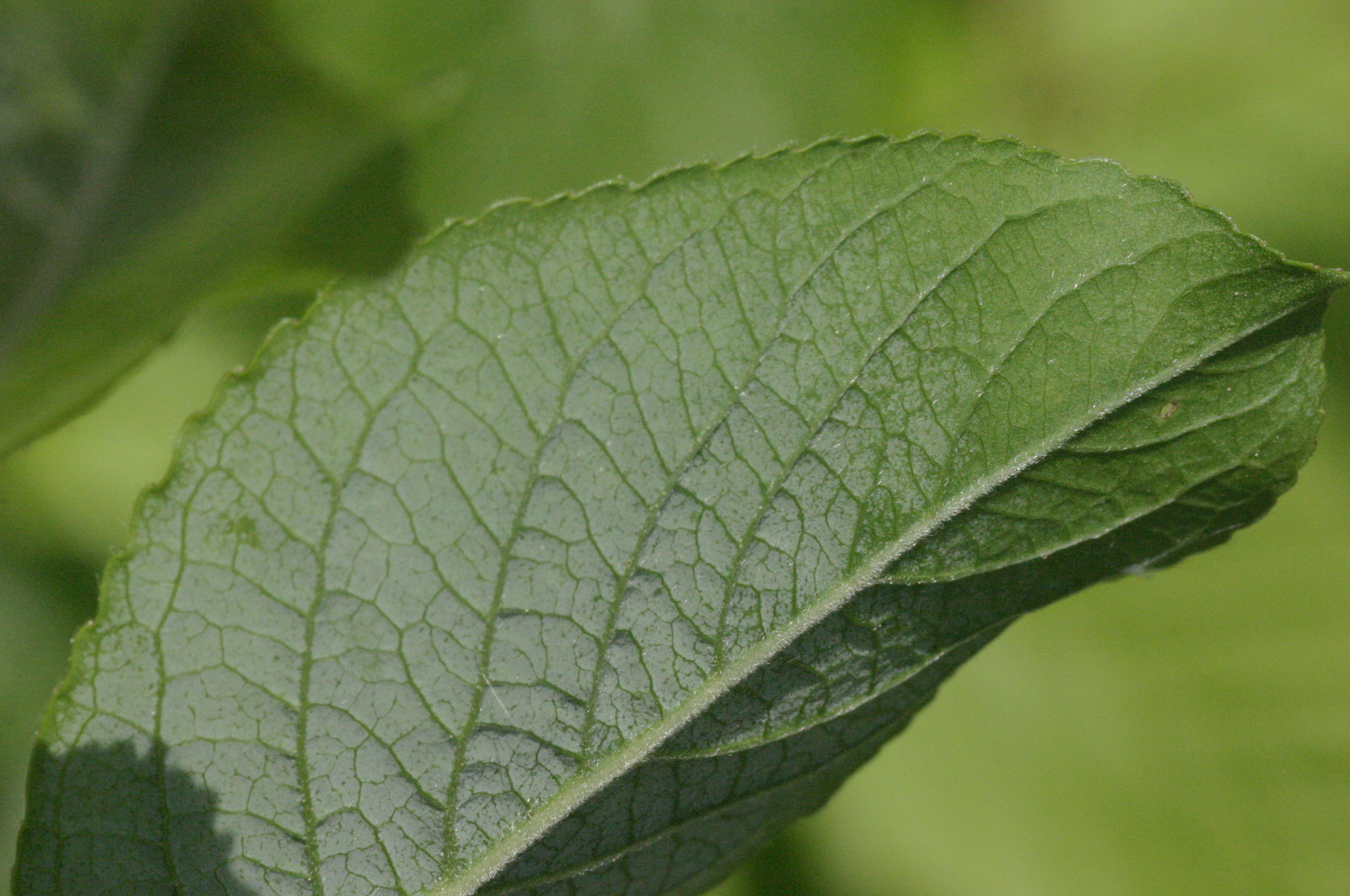
Характерная зелёная верхушка в остальном сизого снизу листа

Кустарник, реже — небольшое деревце высотой до 6—8 м. Молодые побеги красноватые, покрытые серым войлочным опушением, затем становятся серо-бурыми, голыми. Почки длинные, густо опушённые. Древесина без подкоровых валиков.
Прилистники полупочковидные или полуяйцевидные, зубчатые по краю, сохраняющиеся только на мощных побегах. Листья округло-эллиптические до ланцетных, 2,5—10 см длиной, в основании клиновидно суженные, с пильчатым краем. Окраска обыкновенно резко двуцветная: сверху листья зелёные, снизу — сизоватые, у верхушки зелёные. Черешки короткие, в основании несколько расширенные. При высыхании листья чернеют.
Цветёт одновременно с появлением листьев. Мужские соцветия 2—2,5 см длиной, женские к плодоношению иногда достигают 7 см. Тычинки в числе двух, с жёлтыми пыльниками, в 2—3 раза превышающие по длине прицветные чешуи. Столбик с двураздельным рыльцем, завязь голая.

## Распространение и экология
Встречается в лесной и субарктической зонах Евразии по лесным опушкам, на лугах, по окраинам болот, вдоль дорог.

## Хозяйственное значение и использование
В свежих листьях обнаружено 237 мг % аскорбиновой кислоты. Кора содержит 6,1—13,6 % таннидов. Листья и молодые побеги поедаются крупным и мелким рогатым скотом. Кора, молодые ветви и листья поедаются обыкновенным бобром (Castor fiber). Хорошо поедается европейским лосём (Alces alces): летом — молодые побеги и листья, зимой — молодые побеги, реже кора.

## Классификация

### Таксономия
- Salix myrsinifolia Salisb., Prodr. Stirp. Chap. Allerton 394 (1796), nom. nov. — Salix myrsinites Hoffm., Hist. Salic. Ill. 1: 71 (1787), nom. illeg., non Salix myrsinites L., Sp. Pl. 2: 1018 (1753).

Вид Ива мирзинолистная включается в род Ива (Salix) семейства Ивовые (Salicaceae) порядка Мальпигиецветные (Malpighiales), последовательно входящего в более крупные клады Фабиды → Розиды → Суперрозиды → Эвдикоты → Цветковые растения. Таксономическая схема в соответствии с Системой APG IV по состоянию на июнь 2024 года:
|  |                          |  |                                   |                                   |                  |  | еще 35 семейств | еще 35 семейств |                        |  |                        |  | еще 625 подтвержденных видов и 1 028 видов, ожидающих подтверждения | еще 625 подтвержденных видов и 1 028 видов, ожидающих подтверждения |  |
|  |                          |  |                                   |                                   |                  |  | еще 35 семейств | еще 35 семейств |                        |  |                        |  | еще 625 подтвержденных видов и 1 028 видов, ожидающих подтверждения | еще 625 подтвержденных видов и 1 028 видов, ожидающих подтверждения |  |
|  |                          |  |                                   | порядок Мальпигиецветные          |                  |  |                 |                 | род Ива                |  |                        |  |                                                                     |                                                                     |  |
|  |                          |  |                                   | порядок Мальпигиецветные          |                  |  |                 |                 | род Ива                |  | 1 внутривидовой таксон |  |                                                                     |                                                                     |  |
|  | клада Цветковые растения |  |                                   |                                   | семейство Ивовые |  |                 |                 | вид Ива мирзинолистная |  |                        |  |                                                                     |                                                                     |  |
|  | клада Цветковые растения |  |                                   |                                   |                  |  |                 |                 |                        |  |                        |  |                                                                     |                                                                     |  |
|  |                          |  | ещё 63 порядка цветковых растений | ещё 63 порядка цветковых растений |                  |  |                 | еще 55 родов    | еще 55 родов           |  |                        |  |                                                                     |                                                                     |  |
|  |                          |  |                                   | ещё 63 порядка цветковых растений |                  |  |                 |                 | еще 55 родов           |  |                        |  |                                                                     |                                                                     |  |

### Внутривидовые таксоны
- Salix myrsinifolia subsp. borealis (Flod.) A.K.Skvortsov - Ива северная